# Nuovi Vendicatori
I Nuovi Vendicatori (New Avengers) sono un gruppo di supereroi ideato nel 2005 da Brian Michael Bendis come evoluzione del precedente gruppo dei Vendicatori; ha esordito nel settembre 2005 nella omonima serie a fumetti New Avengers (vol. 1), edita negli Stati Uniti d'America dalla Marvel Comics.
La caratteristica del gruppo è quella di riunire classici componenti della squadra come Iron Man e Capitan America ad alcuni dei più celebri personaggi della Marvel come Wolverine e l'Uomo Ragno, estranei ai Vendicatori prima di allora.

## Storia editoriale
A seguito della conclusione della serie dedicata al gruppo dei Vendicatori, The Avengers (vol. 1), con il ciclo di storie scritte da Bendis che fece da prologo alla saga dei Vendicatori divisi (Avengers Disassembled) - che si concluderà l'anno successivo in un numero unico fuori serie, Avengers: Finale - le storie del gruppo proseguirono in nuova testata, New Avengers (vol. 1), dedicata a una nuova generazione di personaggi, della quale fecero parte anche Spider-Man e Wolverine, in un ciclo di storie scritto da Bendis che riprese gli eventi narrati in Avengers: Finale; la serie si concluderà nel 2010, alla fine della saga Siege, e avrà un epilogo nel numero unico New Avengers: Finale.

### Heroic Age(2010-2013)
La Marvel nel 2010, in concomitanza con l'iniziativa editoriale Heroic Age, rilanciò alcune serie fra cui quelle dedicate ai Vendicatori e, a luglio esordì la quarta serie della testata dedicata al gruppo classico mentre il mese successivo esordì la seconda serie di New Avengers (vol. 2).

### Marvel NOW!(2013-2014)
Nel 2012 la Marvel, al fine di rilanciare le serie a fumetti, diede vita al progetto Marvel NOW! che nacque come conseguenza degli eventi narrati nel crossover Avengers vs. X-Men. A seguito di questo rilancio nel 2013 esordisce, curata da Jonathan Hickman, la terza serie dedicata al gruppo, New Avengers (vol. 3).

### All New All Different Marvel(dal 2014)
A seguito degli eventi narrati nel crossover Secret Wars, parte nel 2014 un nuovo rilancio delle serie a fumetti della Marvel denominato All New All Different Marvel. All'interno di questo progetto venne rilanciata anche, nel 2015, New Avengers (vol. 4).

### Edizione italiana
La serie è stata edita in Italia dalla Panini Comics, sotto l'etichetta Marvel Italia, all'interno della collana Thor & I Nuovi Vendicatori.

## Storia della squadra

### Formazione
Dopo il regno di distruzione causato dalla follia di Wanda Maximoff / Scarlet, i Vendicatori si sciolgono. Sei mesi dopo, approfittandone dell'assenza dei Fantastici Quattro e degli X-Men, il supercriminale Electro blocca l'elettricità al Raft, una prigione di massima sicurezza per criminali con superpoteri, portando a un'evasione di massa. Jessica Drew / Spider-Woman, un'agente dello SHIELD, si trova sul posto con l'avvocato cieco Matt Murdock / Devil e con l'eroe Luke Cage e i tre si occupano di fermare i criminali con il supporto di Capitan America, Iron Man e Spider-Man. Vengono assistiti dal mentalmente squilibrato Sentry, imprigionato al Raft. La rivolta viene sedata, sebbene una quarantina di detenuti riescano a fuggire. Capitan America decreta che, come i Vendicatori originali, il destino ha unito questo gruppo, proponendo di fare squadra fissa per continuare a combattere il crimine. Quasi tutti accettano, tranne Devil e Sentry.
La prima missione della squadra è catturare i restanti supercriminali evasi durante la rivolta, mentre allo stesso tempo deve fare i conti con la preoccupazione derivata dall'apparizione di un nuovo gruppo di super adolescenti, i Giovani Vendicatori, e con la crescente tensione con lo SHIELD in seguito alla scomparsa del suo leader, Nick Fury, I Nuovi Vendicatori si recano nella Terra Selvaggia per catturare il mutante rettiliano Sauron, scontrandosi con i selvaggi del posto e con una squadra di agenti disertori dello SHIELD guidati da Yelena Belova; durante il conflitto, il mutante canadese Wolverine si unisce agli eroi, pur mantenendo in contemporanea il suo posto negli X-Men. Il gruppo recluta anche Sentry, il potente eroe che ha cancellato ogni ricordo delle sue azioni dal mondo dopo essere stato manipolato da Mastermind e dal Generale.

### House of M
Quando Xavier si dimostra incapace di riparare la psiche fratturata della mutante Scarlet, i Nuovi Vendicatori e la fazione di X-Men guidata da Ciclope discutono sul da farsi, essendo Wanda considerata troppo pericolosa per rimanere in vita. L'ex Vendicatore Pietro Maximoff / Quicksilver teme che gli eroi vogliano uccidere sua sorella e la convince a usare i suoi immensi poteri di alterazione della realtà per cambiare la Terra e la sua storia: i mutanti diventano quindi la maggioranza della popolazione terrestre e gli umani la minoranza oppressa, con Magneto al governo del pianeta sotto la "Casa di M". Alla fine la realtà viene ripristinata, ma Scarlet rimuove le abilità mutanti ad oltre il 99% dei mutanti sulla Terra. I poteri perduti si manifestano come il Collettivo, una fusione dell'energia sottratta ai mutanti depotenziati controllata dall'intelligenza chiamata Xorn (che in precedenza si era spacciato per Magneto), che usa come ospite di tale potere Michael Pointer. I Vendicatori riescono a separare dopo che il Collettivo / Xorn tenta di riattivare Magneto.

### Guerra Civile
Dopo che le azioni sconsiderate dei New Warriors causano la morte di oltre seicento civili a Stamford, il Congresso approva l'Atto di Registrazione dei Superumani per ottenere la registrazione di tutti i superumani presso il governo federale. Si crea quindi una separazione, in quanto molti super accettano l'accordo mentre altri si oppongono vedendosi violate le loro libertà civili. Tale divisione ideologica porta a una guerra civile all'interno dei Nuovi Vendicatori e della comunità supereroistica in generale, con Iron Man alla guida della fazione favorevole alla registrazione e Capitan America a capo di coloro che si rifiutano. Al termine del conflitto, l'identità segreta di Spider-Man viene rivelata al mondo  e Bill Foster (successore di Hank Pym come Giant-Man) viene ucciso; poco dopo, anche Capitan America viene assassinato.

### Avengers Underground
All'indomani della guerra civile dei supereroi, i Nuovi Vendicatori diventano un gruppo non ufficiale di eroi non registrati. La squadra si trasferisce al Sanctum Sanctorum del Dottor Strange nel Greenwich Village, reclutando il risorto Clint Barton (che ora usa il nome e il costume di Ronin). Alla fine si trasferiscono in un condominio vuoto di proprietà della Rand Corporation di Danny Rand / Pugno d'Acciaio, ma affittato a nome di Samuel Sterns (il Capo, un avversario di Hulk). 

### Secret Invasion
I Nuovi Vendicatori giocano un importante ruolo nella disfatta dell'invasione della Terra degli Skrull, una razza aliena mutaforma. Durante uno scontro, la squadra salva diversi eroi che erano stati rapiti e sostituiti da impostori Skrull in momenti non specificati del passato, tra cui Mimo (moglie di Barton data per morta). Viene rivelato che anche Spider-Woman era stata sostituita dalla regina Skrull Veranke da prima della formazione dei Nuovi Vendicatori.

### Dark Reign
Dopo la sconfitta degli Skrull, lo SHIELD viene smantellato e sostituito da HAMMER , una nuova agenzia di intelligence. Norman Osborn (in passato noto come il supercriminale Green Goblin) viene posto a capo dell'HAMMER e dei Thunderbolts, oltre che riunire una squadra sostitutiva dei Vendicatori formata in realtà da criminali. Frattanto, viene creata una nuova formazione di Nuovi Vendicatori composta da Capitan America / Bucky Barnes, Luke Cage, Ronin, Mimo, Ms. Marvel, Spider-Man, la vera Spider-Woman e Wolverine, usando come base operativa la casa di Capitan America. Pugno d'Acciaio lascia il gruppo per questioni personali pur rimanendo a loro disposizione, mentre Ronin viene eletto come leader del gruppo con Ms. Marvel come seconda in comando; Spider-Man viene spinto nuovamente a rivelare la sua identità segreta ai suoi compagni.

### L'età degli eroi
Con la revoca dell'Atto di Registrazione in seguito all'assedio di Asgard guidato da Osborn, Steve Rogers (tornato dalla presunta morte e ripresi i panni di Capitan America) rimette insieme i Vendicatori, convincendo il riluttante Cage a rientrare nella nuova formazione, dandogli carta bianca per mantenere in piedi i Nuovi Vendicatori, guidandoli come meglio crede. Luke seleziona come nuovi membri Barton (tornato alla sua identità di Occhio di Falco), Pugno d'Acciaio, Jewel, Ms. Marvel, Mimo, Spider-Man, la Cosa (membro anche dei Fantastici Quattro) e Wolverine; Rogers invia nel gruppo anche Victoria Hand, in quanto ritiene che potrebbe fornire alla squadra una prospettiva unica da cui potranno trarre beneficio. Occhio di Falco lascia la squadra in seguito a una crisi con i Vendicatori principali e si unisce a loro il Dottor Strange, indebolito dopo aver contribuito a fermare una crisi dimensionale. Squirrel Girl e Wong, pur non servendo direttamente nella formazione dei Nuovi Vendicatori, li aiutano rispettivamente come baby-sitter della figlia di Cage e Jewel e come governante della villa dei due super. Spider-Man inizialmente vorrebbe lasciare il gruppo a causa della sfiducia che nutre per Hand (in precedenza alle dipendenze di Osborn) e per le sue nuove responsabilità nella Future Foundation, ma viene convinto da Wolverine e Luke a rimanere come membro attivo. Dopo gli eventi di Fear Itself, al gruppo si unisce Devil e Jessica Jones lo abbandona in quanto è preoccupata per la sicurezza di sua figlia.

### Dopo Avengers vs. X-Men
In seguito al conflitto tra Vendicatori e X-Men, Cage lascia il gruppo per garantire la sicurezza di sua moglie e della loro figlia. I restanti Nuovi Vendicatori si uniscono al Dottor Strange quando il fantasma di Daniel Drumm ritorna, possedendo ciascuno dei Nuovi Vendicatori e uccidendo vari stregoni malvagi. Convinto che Daniel abbia indotto suo fratello (Fratello Voodoo) a fallire, Strange lo sconfigge usando la magia oscura; di conseguenza, Strange riacquista successivamente la sua posizione di Stregone Supremo.

### Marvel NOW!
La storia, piuttosto che una tradizionale squadra di Vendicatori, si incentra sui membri degli Illuminati: Freccia Nera, Iron Man, Capitan America, Dottor Strange, Mister Fantastic e Namor, con l'aggiunta di Pantera Nera. Anche Bestia fa parte del gruppo, in sostituzione del defunto Professor X.
Pantera Nera scopre una seconda Terra sospesa sopra il Wakanda e vede il Cigno Nero distruggerla, quindi lo cattura e contatta gli Illuminati. Usando le informazioni del Cigno Nero, Reed Richards scopre la minaccia delle Incursioni, una reazione a catena multiversale che causa la collisione di universi l'uno con l'altro, con la Terra di ogni universo nel punto focale: entrambi gli universi verrebbero distrutti a meno che una Terra non venga disintegrata, così da permettere all'altro universo di passare. Gli Illuminati prendono in considerazioni idee sempre più amorali per salvare il loro universo, con Capitan America che è l'unico ad opporsi, ragion per il quale Strange lo colpisce con un incantesimo per cancellargli la memoria e impedirgli di intervenire.
Di fronte alla possibilità di dover distruggere un mondo, gli scienziati degli Illuminati si mettono a costruire una serie di armi, tra cui una serie di bombe ad iniezione di antimateria simili a quella usata dal Cigno Nero, una Sfera di Dyson progettata per armare il sole, una nave Builder Worldkiller mantenuta nell'orbita di Giove e un pianeta mantenuto leggermente fuori fase rispetto alla Terra. Gli Illuminati sopravvivono a numerose incursioni usando questi e altri metodi; durante l'evento di Infinity, i Costruttori di universi alternativi distruggono una Terra per gli Illuminati. L'evento si conclude con la sconfitta delle forze di Thanos e la cattura di Thanos e dei suoi generali Proxima Media Nox e Gamma Corvi, tutti e tre imprigionati nell'ambra dal figlio di Thanos, Thane con altri detenuti, il Cigno Nero e Terrax l'Illuminato.
A causa delle loro azioni, i membri degli Illuminati vengono sempre di più tagliati fuori dalla comunità esterna; il regno di Namor viene distrutto da Proxima Media Nox durante l'invasione di Thanos e Pantera Nera viene scacciato dal Wakanda per la sua alleanza con Namor, con cui sua sorella Shuri è in guerra. Freccia Nera e suo fratello Maximus (personaggio)Maximus simulano la morte del re degli Inumani in seguito alla distruzione della bomba Terrigena. Il Dottor Strange, sentendosi sempre più tagliato fuori dai suoi colleghi, cerca di potenziare sé stesso per riuscire a risolvere le Incursioni, vendendo la sua anima per ottenere un potere divino. Bruce Banner scopre da solo il decadimento multiversale dopo aver incontrato una versione alternativa di sé stesso e affronta Stark al riguardo, portando Iron Man a invitarlo a far parte degli Illuminati.
Accorgendosi che un gran numero di gruppi provenienti dal Multiverso cercano anche loro di sopravvivere alla crisi delle Incursioni, gli Illuminati costruiscono un dispositivo per consentire loro di vedere il passato di altre Terre, per scoprire come vengono generate le Incursioni; scoprono così che il Cigno Nero aveva in passato collaborato con gruppi alternativi di Illuminati, uccidendo versioni alternative di Iron Man e Mister Fantastic quando non erano più utili. In quel momento si verifica un'altra Incursione che porta gli Illuminati a confrontarsi con la Great Society, un'altra squadra di eroi che aveva respinto le Incursioni per salvare il suo mondo.
Otto mesi dopo emerge un nuovo gruppo di Nuovi Vendicatori, composta da ex membri dei Vendicatori che si sono staccati dalla squadra principale dopo che Capitan America ha collaborato con SHIELD per dare la caccia agli Illuminati.

### All-New, All-Different Marvel
Successivamente, l'ultima formazione dei Nuovi Vendicatori diventa la fazione di Vendicatori guidata da Sunspot. Il loro primo avversario è l'organizzazione terroristica WHISPER, fondata da Maker (la controparte di Mister Fantastic della Terra-1610) e composta dagli ex membri dell'AIM cacciati da Sunspot. I Nuovi Vendicatori hanno combattuto WHISPER per distruggere il loro esperimento Life-Minus che prevede la cattura delle anime dei morti in cristalli speciali come parte di un piano per creare una nuova forma di vita, cristalli che vengono distrutti dall'urlo sonoro di Songbird.
L'esperimento Life-Minus evoca anche Moridun, un'entità oscura del Quinto Cosmo. I Nuovi Vendicatori incontrarono Moridun quando si impossessa del corpo di M'Ryn il Mago, leader dei Cavalieri dell'Infinito, un ordine magico di ibridi Kree-Skrull. Quando Moridun li attacca e cerca di divorare le loro anime, i Nuovi Vendicatori apparentemente lo sconfiggono; Moridun riesce però a instillare parte della sua coscienza nella mente del giovane Billy Kaplan, membro dei Giovani Vendicatori, contaminandolo con la sua malvagità. Il gruppo lo scopre quando dei Vendicatori provenienti dal futuro cercano di uccidere Billy, ma Hulkling lo aiuta a espellere Moridun dalla sua mente.
In seguito, l'AIM riceve una chiamata di soccorso da Rick Jones quando viene preso in custodia dallo SHIELD. Occhio di Falco decide di separarsi definitivamente con l'organizzazione e sostiene l'idea di realizzare una missione di salvataggio. Hulkling, Wiccan e Squirrel Girl, gli unici tre a rifiutarsi, vengono espulsi dall'AIM e teletrasportati nel deserto. La restante squadra sul campo dell'AIM salva con successo Rick dagli agenti dello SHIELD e, come risposta, l'esercito statunitense attacca la Avengers Island. Nel frattempo, anche lo SHIELD lancia un contrattacco guidato da John Garrett, costringendo Songbird a rivelare di essere una spia dello SHIELD sotto copertura; Rick Jones riesce a fuggire, mentre Barton viene arrestato. Il resto dell'AIM viene evacuata con successo e spostata a un'altra base.
Occhio di Falco viene licenziato dallo SHIELD per il suo tradimento e lui, Wiccan, Hulkling e Squirrel Girl decidono di riformare i Nuovi Vendicatori con Wiccan come nuovo leader della squadra dopo aver combattuto insieme il Plunderer. Nel frattempo, Songbird diventa apertamente un agente SHIELD, ma in realtà è ancora fedele a Sunspot.

## Elenco titoli
| Nr. | Titolo                                      | Pubblicazione USA | Prima pubblicazione italiana   | Volumi                                                                            |
| --- | ------------------------------------------- | ----------------- | ------------------------------ | --------------------------------------------------------------------------------- |
| 01  | Evasione (parte 1)                          | gennaio 2005      | Thor e i nuovi Vendicatori 78  | I nuovi Vendicatori (Collezione 100% Marvel) Evasione (Avengers serie oro vol. 7) |
| 02  | Evasione (parte 2)                          | febbraio 2005     | Thor e i nuovi Vendicatori 79  | I nuovi Vendicatori (Collezione 100% Marvel) Evasione (Avengers serie oro vol. 7) |
| 03  | Evasione (parte 3)                          | marzo 2005        | Thor e i nuovi Vendicatori 80  | I nuovi Vendicatori (Collezione 100% Marvel) Evasione (Avengers serie oro vol. 7) |
| 04  | Evasione (parte 4)                          | aprile 2005       | Thor e i nuovi Vendicatori 81  | I nuovi Vendicatori (Collezione 100% Marvel) Evasione (Avengers serie oro vol. 7) |
| 05  | Evasione (parte 5)                          | maggio 2005       | Thor e i nuovi Vendicatori 82  | I nuovi Vendicatori (Collezione 100% Marvel) Evasione (Avengers serie oro vol. 7) |
| 06  | Evasione (parte 6)                          | giugno 2005       | Thor e i nuovi Vendicatori 83  | I nuovi Vendicatori (Collezione 100% Marvel) Evasione (Avengers serie oro vol. 7) |
| 07  | The sentry (parte 1)                        | luglio 2005       | Thor e i nuovi Vendicatori 84  | Segreti svelati (Collezione 100% Marvel)                                          |
| 08  | The sentry (parte 2)                        | agosto 2005       | Thor e i nuovi Vendicatori 85  | Segreti svelati (Collezione 100% Marvel)                                          |
| 09  | The sentry (parte 3)                        | settembre 2005    | Thor e i nuovi Vendicatori 86  | Segreti svelati (Collezione 100% Marvel)                                          |
| 10  | The sentry (parte 4)                        | ottobre 2005      | Thor e i nuovi Vendicatori 87  | Segreti svelati (Collezione 100% Marvel)                                          |
| 11  | Ronin (parte 1)                             | novembre 2005     | Thor e i nuovi Vendicatori 88  | Segreti svelati (Collezione 100% Marvel)                                          |
| 12  | Ronin (parte 2)                             | dicembre 2005     | Thor e i nuovi Vendicatori 89  | Segreti svelati (Collezione 100% Marvel)                                          |
| 13  | Ronin (parte 3)                             | gennaio 2006      | Thor e i nuovi Vendicatori 90  | Segreti svelati (Collezione 100% Marvel)                                          |
| 14  | Segreti e bugie (parte 1)                   | febbraio 2006     | Thor e i nuovi Vendicatori 91  | Il Collettivo (Collezione 100% Marvel)                                            |
| 15  | Segreti e bugie (parte 2)                   | marzo 2006        | Thor e i nuovi Vendicatori 91  | Il Collettivo (Collezione 100% Marvel)                                            |
| 16  | Il Collettivo (parte 1)                     | aprile 2006       | Thor e i nuovi Vendicatori 92  | Il Collettivo (Collezione 100% Marvel)                                            |
| 17  | Il Collettivo (parte 2)                     | maggio 2006       | Thor e i nuovi Vendicatori 93  | Il Collettivo (Collezione 100% Marvel)                                            |
| 18  | Il Collettivo (parte 3)                     | giugno 2006       | Thor e i nuovi Vendicatori 94  | Il Collettivo (Collezione 100& Marvel)                                            |
| 19  | Il Collettivo (parte 4)                     | luglio 2006       | Thor e i nuovi Vendicatori 95  | Il Collettivo (Collezione 100& Marvel)                                            |
| 20  | Il Collettivo (parte 5)                     | agosto 2006       | Thor e i nuovi Vendicatori 96  | Il Collettivo (Collezione 100% Marvel)                                            |
| 21  | Divisi (parte 1)                            | settembre 2006    | Thor e i nuovi Vendicatori 97  | Marvel Omnibus Civil War vol. 1                                                   |
| 22  | Divisi (parte 2)                            | ottobre 2006      | Thor e i nuovi Vendicatori 98  | Marvel Omnibus Civil War vol. 1                                                   |
| 23  | Divisi (parte 3)                            | novembre 2006     | Thor e i nuovi Vendicatori 99  | Marvel Omnibus Civil War vol. 1                                                   |
| 24  | Divisi (parte 4)                            | dicembre 2006     | Thor e i nuovi Vendicatori 100 | Marvel Omnibus Civil War vol. 1                                                   |
| 25  | Divisi (parte 5)                            | gennaio 2007      | Thor e i nuovi Vendicatori 101 | Marvel Omnibus Civil War vol. 1                                                   |
| 26  | La ballata di Clint Burton e Wanda Maximoff | febbraio 2007     | Thor e i nuovi Vendicatori 102 | /                                                                                 |

## Altri media

### Cinema

#### Marvel Cinematic Universe
- Nel film Thunderbolts* (2025), i Nuovi Avengers vengono presentati alla fine del film, quando la Contessa Valentina Allegra de Fontaine (Julia Louis-Dreyfus) rinomina pubblicamente la squadra degli antieroi, composta dalla Vedova Nera (Florence Pugh), il Soldato d'Inverno (Sebastian Stan), il Guardiano Rosso (David Harbour), U.S. Agent (Wyatt Russell), Ghost (Hannah John-Kamen) e Sentry (Lewis Pullman), come i Nuovi Avengers durante una conferenza stampa. Questo segue la loro lotta contro Void, la controparte oscura di Sentry (geneticamente modificato) in una rischiosa missione per contrastare le attività illecite di Val. Nei titoli di coda del film, il titolo cambia da Thunderbolts* a I Nuovi Avengers (The New Avengers), a cui si riferisce l'asterisco nel titolo.
- Nei film Avengers: Doomsday (2026) e Avengers: Secret Wars (2027), i Nuovi Avengers faranno nuovamente la loro comparsa e si riuniscono con gli Avengers e alcuni dei loro vecchi e nuovi alleati (tra cui i Fantastici Quattro) per sconfiggere un nuovo nemico che minaccia l'intero multiverso, il Dottor Destino.

### Videogiochi
Marvel: La Grande Alleanza: Nel videogioco si può formare un team composto dai membri dei Nuovi Vendicatori scegliendo quattro membri tra Capitan America, Iron Man, Uomo Ragno, Luke Cage, Donna Ragno e Wolverine